# Illa de Jersey
|  | «Jersey» redirigeix aquí. Vegeu-ne altres significats a «Jersey (desambiguació)». |

La Batllia de Jersey (en jèrriais: Jèrri) és una dependència de la Corona Britànica a la costa de Normandia. Endemés de l'illa de Jersey, també inclou les illes deshabitades de Minquiers i Ecréhous. Amb la Batllia de Guernsey forma part del grup de les Illes Anglonormandes.
Jersey no forma part del Regne Unit i té una identitat internacional diferent de la del Regne Unit, però el Regne Unit és constitucionalment responsable de la defensa de Jersey. La definició de Regne Unit a la British Nationality Act de 1981 s'interpreta com que inclou el Regne Unit i les Illes juntes. La Comissió Europea va confirmar en una resposta escrita al Parlament Europeu el 2003 que Jersey es troba dins de la Unió com a territori europeu per a les relacions externes de les quals el Regne Unit és responsable. Jersey no forma part totalment de la Unió Europea, sinó que té una relació especial amb ella, sent considerada especialment com a la Comunitat Europea a efectes del lliure comerç de mercaderies.
La influència cultural britànica a l'illa es fa palesa en l'ús de l'anglès com a llengua principal i la lliura esterlina com a principal moneda, encara que algunes persones encara parlen la llengua normanda. Altres aspectes relacionats amb la cultura inclouen la conducció a l'esquerra, l'accés a les regions de la BBC i de la ITV, un currículum escolar seguit de la d'Anglaterra i la popularitat dels esports britànics, inclòs el de criquet.

## Història
La història de Jersey està influenciada per la seva ubicació ideal entre la costa septentrional de Normandia i la costa meridional d'Anglaterra. Fa deu mil anys l'illa formava part del continent. Hi ha restes neolítiques a La Cotte à la Chèvre i paleolítics a La Cotte de St Brelade.
A Jersey hi ha restes d'un temple romà, cosa que fa pensar que l'Imperi romà es va assentar a les illes.
Se sap que les illes van quedar sota la influència vikinga al segle ix i es creu que el seu nom és a causa d'un antic heroi que va viure en elles anomenat Geirr i que va posar el sufix ey (molt utilitzat als països nòrdics) per indicar la seva possessió : Illes de Geir. Més tard les illes van passar a formar part del Ducat de Normandia l'any 933 i l'any 1066 van ser annexades a la Gran Bretanya i dirigides sota el regnat de Guillem el Conqueridor, des de llavors i per la seva situació estratègica sempre han estat lligades a Anglaterra.
Entre l'1 de juliol de 1940 i el 9 maig 1945 van ser ocupades per l'Alemanya Nazi.

## Administració
La batllia de Jersey està regida per un Lieutenant Governor nomenat per la Reina d'Anglaterra, que és el màxim representant de govern, amb veu i escó als States of Jersey (53 membres), però sense vot, encara que sense dret de veto. El poder legislatiu el detenen l’Assemblea dels Estats, que està formada per:
- 12 senators, escollits per sis anys
- 12 constables, escollits per tres anys
- 29 deputies, escollits per tres anys

L'executiu resta en mans de la Court Royale, dirigida pel Bailiff, que és nomenat per l'Assemblea. Tots els membres són escollits per sufragi universal. Té el seu propi sistema administratiu, fiscal i legal, i corts de justícia. A cada parish (parròquia) hi ha un connétable amb poders civils i un rector amb poders eclesiàstics.

Distribució de les parròquies de Jersey

## Geografia
És una illa de 118,2 quilòmetres quadrats, inclosa la terra recuperada i la zona intermareal. Està situada al canal de la Mànega, aproximadament 12 milles nàutiques (22 km) de la península de Cotentin, a Normandia, i aproximadament 87 milles nàutiques (161 km) al sud de la Gran Bretanya. És la major i més meridional de les illes del Canal. El clima és temperat, amb hiverns suaus i estius frescos. La temperatura mitjana anual, 11,6 °C, és similar a la costa sud d'Anglaterra, mentre que la mitjana anual total de sol de 1.918 hores és superior a en qualsevol lloc del Regne Unit.
A més de l'illa principal, inclou altres illots i esculls amb una població permanent: Écréhous, Minquiers, Pierres de Lecq i Les Dirouilles.
El punt més alt és Les Platons, amb 136 metres d'altura. El terreny és generalment de baixa altitud a la costa sud, amb algunes puntes rocoses, pujant gradualment al llarg dels escarpats penya-segats de la costa nord. A la costa occidental hi ha dunes de sorra. Petites valls corren de nord a sud a través de l'illa. La variació de la marea exposa les grans extensions de sorra i roca cap al sud-est durant la marea baixa.
El 66% de la superfície de l'illa és terra cultivable, mentre que el 34% restant s'utilitza per a altres fins.